# International Road Movie Festival
International Road Movie Festival je mezinárodní filmový festival zaměřený na filmy žánru road movie. Festival se koná každoročně v Plzni a v rámci kontinentální Evropy jde o jedinou akci svého druhu.
Posláním festivalu je „zviditelnit a upozornit na filmy, které oslavují kulturní rozmanitost a přináší divákovi radost a údiv.“

## Historie

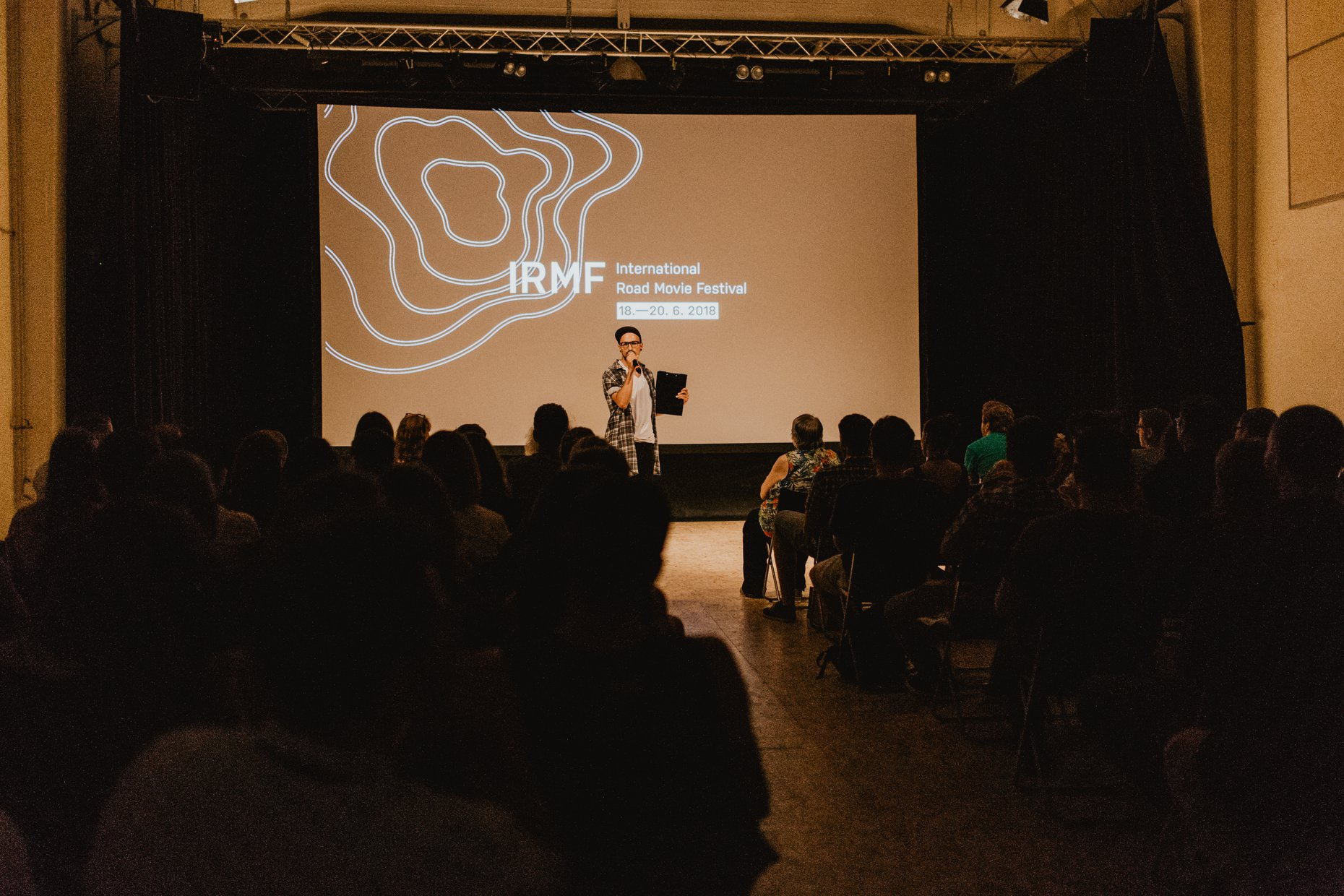

První ročník festivalu se odehrál v roce 2018 v plzeňském industriálním prostoru DEPO2015. Na zahájení byla promítnuta první česká road movie Jízda z původního 35mm filmového pásu. Festival v prvním ročníku uvedl celkem 23 filmů (z toho 17 českých premiér), 2 cestovatelské přednášky a jednu panelovou diskusi.
Druhý ročník festivalu zahájila česká předpremiéra filmu Afrika na Pionieri s filmovou delegací. Závěr festivalu patřil projekci kultovní české road movie Pusinky s režisérkou Karin Krajčo Babinskou a herečkou Petrou Nesvačilovou. Film byl promítnut z původního 35mm filmového pásu.
Třetí ročník festivalu se měl konat v termínu 14. - 17. října 2020, z důvodu pandemie covidu-19 se však uskutečnil v on-line podobě ve dnech 13. - 22. listopadu 2020. Diváci měli možnost zhlédnout přes třicet road movies.

## Program
Mezinárodní Road Movie Festival prezentuje umělecky výrazné filmy, které oslavují lidskou diverzitu a obohacují naše porozumění jiným kulturám. Věnuje pozornost objevování nových talentů z celého světa a jejich představení českému divákovi. Během jednoho víkendu promítne přes 30 filmů z celého světa. Mnohé z nich doprovází filmové delegace a diváci se tak mohou těšit na diskuze s tvůrci a porovnat, jak filmaři s žánrem road movie pracují napříč kontinenty.
Doprovodný program nabízí cestovatelské přednášky, besedy, diskuze, koncerty a networkingový panel předních vědců Západočeské univerzity.

### Festivalové ceny
Soutěžní program festivalu je rozdělený do 3 kategorií, do kterých mohou tvůrci přihlašovat své snímky. Každý rok se přihlásí stovky filmů z celého světa, ze kterých dramaturgický tým vybírá ty filmy, které jsou promítány divákům na festivalu.
Ceny:
1. Celovečerní film - Cena Diváků pro nejlepší celovečerní film
2. Dokumentární film - Cena Diváků pro nejlepší dokumentární film
3. Krátký film - Cena Diváků pro nejlepší krátký film

## Vítězné filmy všech ročníků IRMF
2020
- Cena Diváků pro nejlepší celovečerní film - K2 vlastní cestou / K2 My Way, režisér Jana Počtová
- Cena Diváků pro nejlepší dokumentární film - 12 000 km, režisér Erik Nylander
- Cena Diváků pro nejlepší krátký film - Lepší než Neil Armstrong / Better than Neil Armstrong, režisér Alireza Ghasemi

2019
- Mio Cena Diváků pro nejlepší celovečerní film - Na vrchol Velkošvédska / Big in Sweden, režisér Ben Kersley
- Mio Cena Diváků pro nejlepší dokumentární film - Dave jde na Západ / Dave Goes West, režisér Joe O'Connor
- Mio Cena Diváků pro nejlepší krátký film - Zámotek / Cocoon, režisér Bai Ruixuan

2018
- Cena uměleckého ředitele - Míle / The Mile, režisér Dmitry Korabelnik
- Mio Cena Diváků pro nejlepší celovečerní film - Pochod naděje / The March of Hope, režisér Jim Kroft